# Rakojad
Rakojad (Cochlearius cochlearius) – gatunek dużego ptaka brodzącego z podrodziny rakojadów (Cochleariinae) w obrębie rodziny czaplowatych (Ardeidae), zamieszkujący Meksyk, Amerykę Środkową i Południową po Boliwię, Paragwaj i skrajnie północno-wschodnią Argentynę.

## Taksonomia
Dawniej (Wetmore, 1960) rakojada zaliczano do oddzielnej rodziny rakojadów (Cochleariidae), zawierającej tylko ten jeden rodzaj (Cochlearius) i gatunek.

### Etymologia
Nazwa rodzajowa i epitet gatunkowy: łac. cocleare, coclearis lub cochlearium – łyżka w kształcie muszli ślimaka, od coclea – ślimak, od gr. κοχλιας kokhlias ślimak.

## Zasięg występowania
Rakojad zamieszkuje w zależności od podgatunku:
- C. cochlearius zeledoni – rakojad północny[5] – zachodnio-środkowy Meksyk (Sinaloa do Guerrero).
- C. cochlearius phillipsi – wschodni Meksyk (południowe Tamaulipas do Quintana Roo), Belize i północna Gwatemala.
- C. cochlearius ridgwayi – południowy Meksyk do zachodniej Kostaryki.
- C. cochlearius panamensis  – wschodnia Kostaryka i Panama, oraz północno-zachodnia Kolumbia (Chocó).
- C. cochlearius cochlearius – rakojad południowy[5] – wschodnia Panama do Gujany, Amazonia na południe do wschodniego Peru i Boliwii, Paragwaj i północno-wschodnia Argentyna.

## Morfologia
Długość ciała 45–53,5 cm; masa ciała samców 680–770 g, samic 503–726 g. Krępa sylwetka. Bardzo masywny dziób, krótki i szeroki (jak na przedstawiciela brodzących), koloru czarnego. Głowa biała z czarną czapeczką, z tyłu głowy wyrastają dwa długie, czarne pióra. Skrzydła szare, pierś biała. Grzbiet czarny, w niższych partiach jasnoszary. Spód ciała rudy z białymi bokami.

## Ekologia
BiotopZabagnione lasy namorzynowe. Prowadzi nocny tryb życia.
GniazdoNa drzewie, zbudowane z gałęzi. Tworzy kolonie.
JajaSkłada 2–4 niebieskobiałe jaja.
PożywienieDrobne zwierzęta wodne (ryby, skorupiaki, owady); poluje nocą.

## Status
IUCN uznaje rakojada za gatunek najmniejszej troski (LC – Least Concern) nieprzerwanie od 1988 roku. Liczebność populacji, według szacunków organizacji Partners in Flight z 2008 roku, mieści się w przedziale 0,5–5,0 milionów osobników. Trend liczebności populacji uznawany jest za spadkowy.